# 静かな人員削減
静かな人員削減（しずかなじんいんさくげん Quiet cutting）は、企業で行われている人員削減の形態。

## 概要
雇用者が労働者を、いずれ辞めることを期待して配置転換するということである。Zetwerkのチームの調査によると、雇用者の24％近くが静かな人員削減を実施しているということが明らかになった。静かな人員削減を行っている企業では、配置転換した従業員の3分の1が人員削減されている。最も多く行われているのが新入社員で、次いで中堅社員が多い。多くの静かな人員削減が行われている業種はITと小売である。
アドビやIBMなどのIT企業は公式な構造調整の代わりに業務再配置のような措置を行い、このことにより職員が自ら退職するように誘導している。
静かな人員削減で配置転換された社員の中には、雇用主の意図した結果につながっていない場合もある。配置転換された従業員の半数以上はそれから新たなスキルを習得し、15％はより高位の職務に昇進し、10％近くは昇給するまでにもなっているという調査結果が出ている。